# Breonia macrocarpa
Breonia macrocarpa är en måreväxtart som beskrevs av Anne-Marie Homolle. Breonia macrocarpa ingår i släktet Breonia och familjen måreväxter. Inga underarter finns listade i Catalogue of Life.